# شبحات
الشبحات أو فصيلة فازماتيدي (الاسم العلمي: Phasmatidae) هي فصيلة من الحشرات تتبع رتبة الشبحيات.

## التصنيف
- تحت فصيلة الشبحاوات
  - قبيلة الشبحاوية
    - الشبحة
- تحت فصيلة الأركانتاوات
  - قبيلة الأركانتاوية
    - الأركانتة
    - كركند الشجر
      - كركند الشجر الأسترالي